# یان هوگنس
یان هوگنس (هلندی: Jan Hugens; ۲۲ مارس ۱۹۳۹ – ۱۲ مارس ۲۰۱۱) ورزشکار ورزش دوچرخه‌سواری اهل هلند بود.